# Émile Lévy

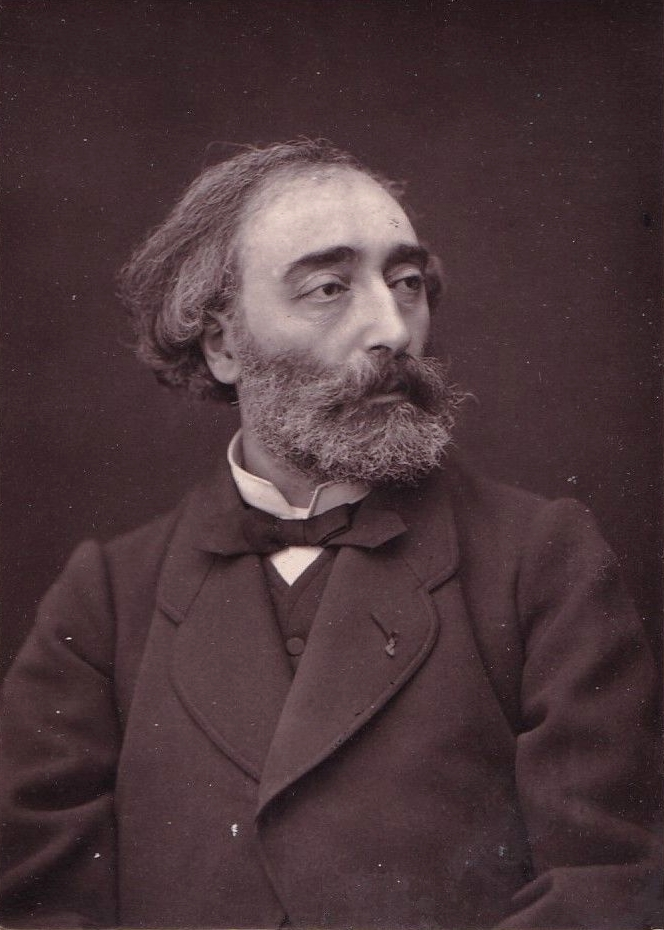
Emile Lévy.

Émile Lévy, född den 29 augusti 1826 i Paris, död där den 4 augusti 1890, var en fransk målare.
Lévy vann Rompriset 1854, målade dels porträtt (en ung man i Louvren), dels antika scener som Meta sudans och Orfeus död (båda i Luxembourgmuseet) samt dekorativa arbeten. Han är representerad i Glyptoteket i Köpenhamn av en aktstudie i pastell.